# Wang Xiaohong (Politiker)

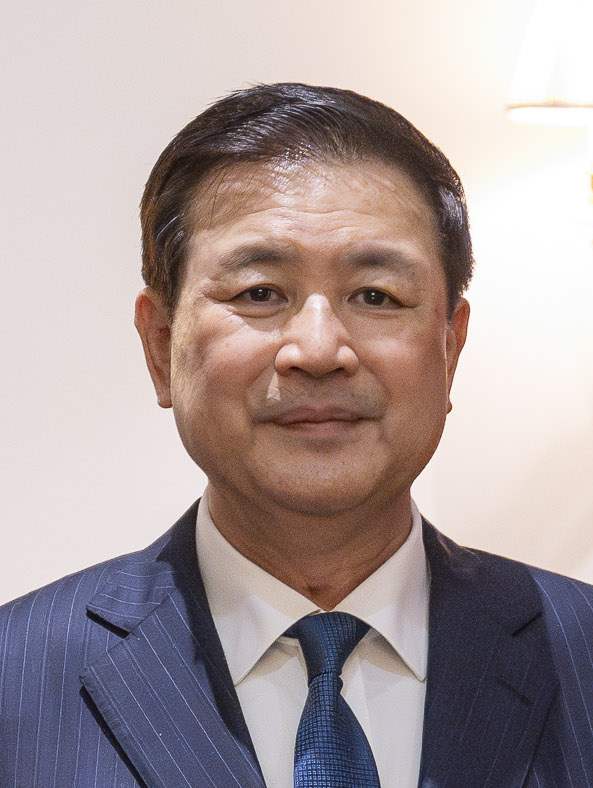
Wang Xiaohong (2024)

Wang Xiaohong (chinesisch 王小洪, Pinyin Wáng Xiǎohóng; * 11. Juli 1957 in Fuzhou, Provinz Fujian) ist ein Politiker der Kommunistischen Partei Chinas (KPCh) in der Volksrepublik China (KPCh), der unter anderem seit 2022 Minister für Öffentliche Sicherheit sowie außerdem seit 2023 Staatskommissar im Staatsrat der Volksrepublik China ist. Als Minister für öffentliche Sicherheit ist er zugleich oberster Chef der Polizei.

## Leben
Wang Xiaohong begann seine berufliche Laufbahn in der Endphase der Kulturrevolution im Juli 1974, als er im Rahmen der Aktion „Gebildete Jugend“ (Zhīshì qīngnián) des Programms „Bewegung in die Berge und aufs Land“ (Shàngshān xià xiāng yùndòng) nach Minhou in seiner Heimatprovinz Fujian entsandt wurde, um dort einfache Tätigkeiten und Landarbeiten in den Dörfern zu verrichten. Nach weiteren Tätigkeiten wurde im Dezember 1982 Mitglied der KPCh. Er begann 1985 ein Studium an der Volksuniversität für öffentliche Sicherheit Chinas, welches er 1987 beendete, und absolvierte außerdem ein grundständiges Studium an der Zentralen Parteihochschule der KPCh. Er trat danach in den Dienst des Ministeriums für öffentliche Sicherheit und war nach verschiedenen Tätigkeiten zwischen 1993 und 1998 zunächst stellvertretender Direktor der Behörde für öffentliche Sicherheit seiner Geburtsstadt Fuzhou, ehe er von 1998 bis 2002 Direktor dieser Behörde sowie Sekretär von deren Parteikomitee war. Im Anschluss fungierte er von 2002 bis 2011 zunächst als stellvertretender Direktor sowie im Anschluss zwischen 2011 und 2013 sowohl als Direktor der Behörde für öffentliche Sicherheit von Xiamen als auch als Sekretär des Parteikomitees dieser Behörde. Darüber hinaus bekleidete er von 2011 bis 2013 auch den Posten als Vize-Bürgermeister von Xiamen.
Im Anschluss war Wang zwischen 2013 und 2014 zunächst Assistierender Gouverneur sowie daraufhin von 2014 und 2015 Vize-Gouverneur der Provinz Henan. Zugleich fungierte er zwischen 2013 und 2015 in Personalunion als Direktor sowie Sekretär des Parteikomitees der Behörde für öffentliche Sicherheit dieser Provinz und zugleich von 2014 bis 2015 auch als stellvertretender Sekretär des Politik- und Rechtsausschusses des Parteikomitees der Provinz Henan. Als Nachfolger von Fu Zhenghua übernahm er im März 2015 den Posten als Direktor des Büros für öffentliche Sicherheit von Peking und bekleidete diesen unter den Bürgermeistern Wang Anshun (2012 bis 2016), Cai Qi (2016 bis 2017) und Chen Jining (2017 bis 2022) bis April 2020. Er wurde selbst zugleich 2015 Vize-Bürgermeister von Peking sowie Sekretär der Abteilung Öffentliche Sicherheit des Parteikomitees von Peking. Ferner wurde er 2016 im Range eines General-Polizeikommissars Vize-Minister für öffentliche Sicherheit. Auf dem 19. Parteitag (18. bis zum 24. Oktober 2017) wurde er erstmals zum Mitglied des Zentralkomitees der Kommunistischen Partei Chinas (ZK der KPCh) gewählt und gehört diesem Parteigremium nach seiner Bestätigung auf dem 20. Nationalen Parteikongress der KPCh (16. bis 22. Oktober 2022) seither an.
Als Nachfolger von Zhao Kezhi ist Wang Xiaohong seit dem 19. November 2021 zunächst Sekretär des Parteikomitees im Ministerium für öffentliche Sicherheit und übernahm schließlich von Zhao Kezhi am 24. Juni 2022 kommissarisch sowie im März 2023 offiziell selbst den Posten als Minister für Öffentliche Sicherheit und damit als oberster Chef der Polizei. Darüber hinaus wurde er nach der Wahl des aktuellen Nationalen Volkskongresses am 12. März 2023 auch noch zum Staatskommissar in der Regierung, dem Staatsrat der Volksrepublik China, ernannt und nimmt diese herausgehobene Position unter den Ministern derzeit gemeinsam mit dem bisherigen Verteidigungsminister Li Shangfu, dem Generalsekretär des Staatsrates Wu Zhenglong und Shen Yiqin wahr. Des Weiteren ist er stellvertretender Sekretär des Ausschusses für politische und rechtliche Angelegenheiten des ZK der KPCh. Im September 2023 erklärte er, dass China bereit ist, mehr zur Drogenkontrolle in der Mekong-Subregion beizutragen. Sein Nachfolger als stellvertretender Minister für öffentliche Sicherheit und stellvertretender Sekretär des Parteikomitees dieses Ministeriums wurde im Oktober 2023 Qi Yanjun. Im November 2023 forderte er eine Modernisierung der öffentlichen Sicherheitskapazitäten.